# Унтермайтінген
Унтермайтінген (нім. Untermeitingen) — громада в Німеччині, знаходиться в землі Баварія. Підпорядковується адміністративному округу Швабія. Входить до складу району Аугсбург. Складова частина об'єднання громад Лехфельд.
Площа — 15,58 км2. Населення становить 7310 ос. (станом на 31 грудня 2020).